# Mužla
Mužla (Hongaars:Muzsla) is een Slowaakse gemeente in de regio Nitra, en maakt deel uit van het district Nové Zámky.

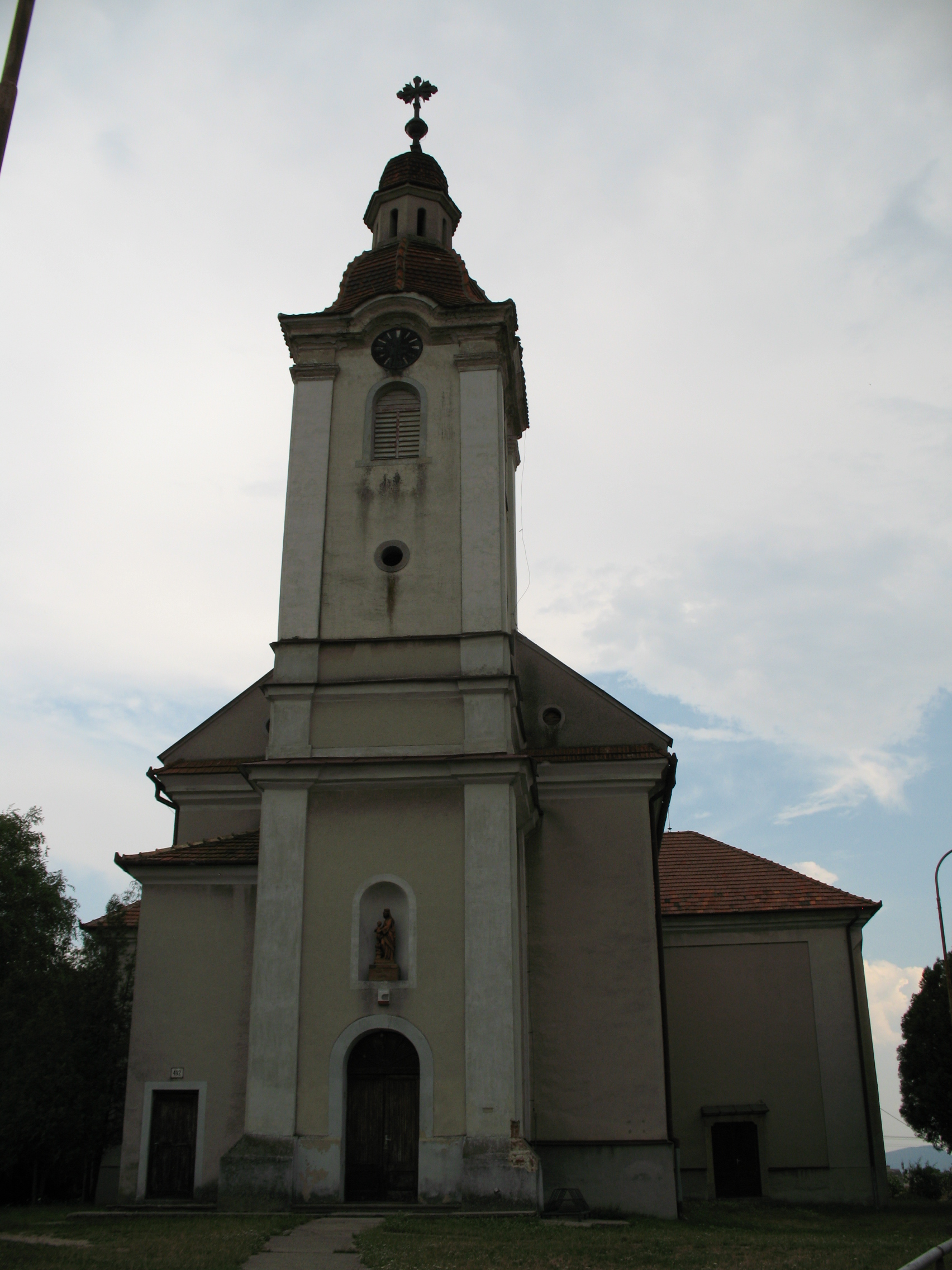
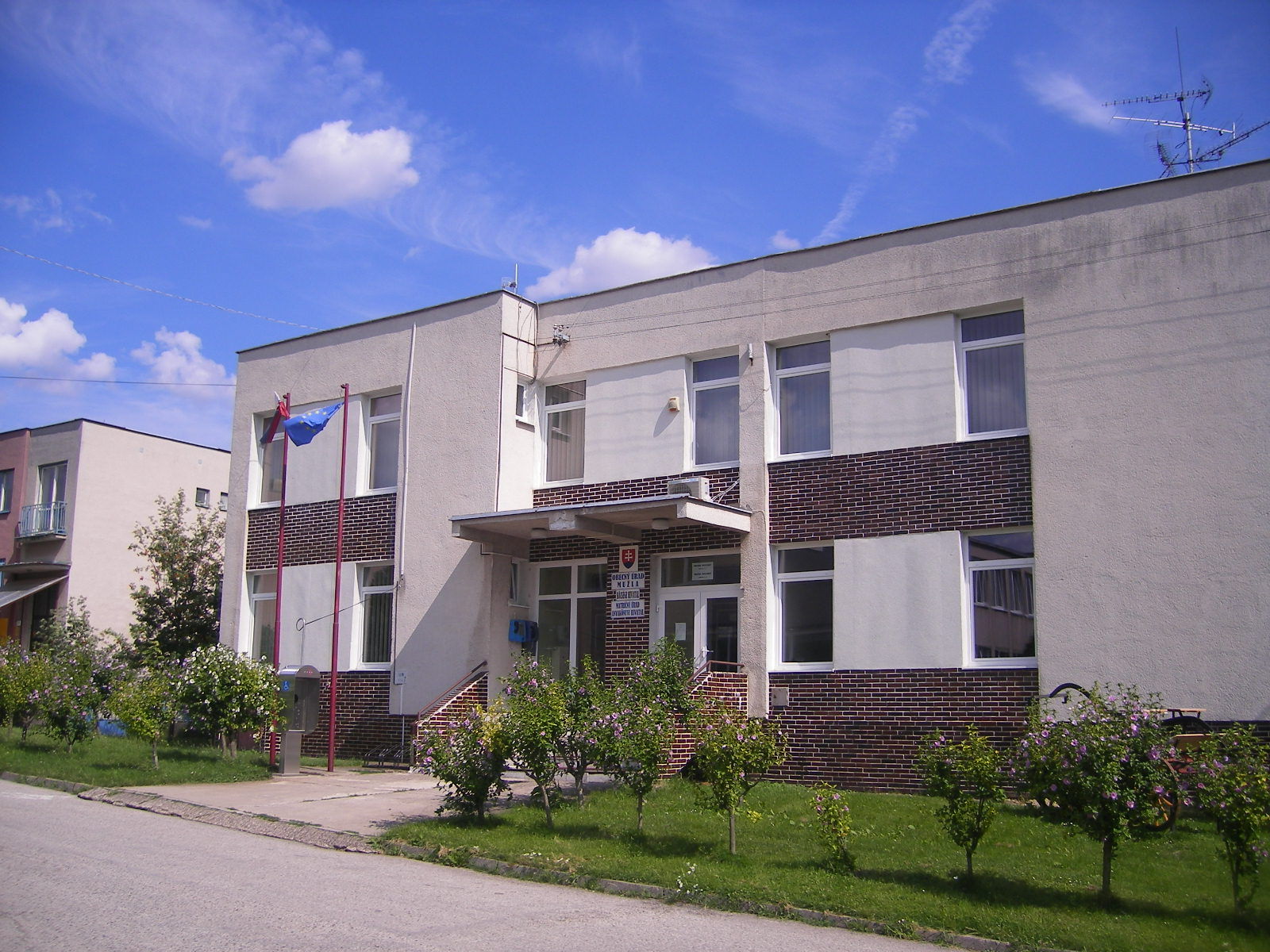

Mužla telt 1965 inwoners.